# Rejon pudożski

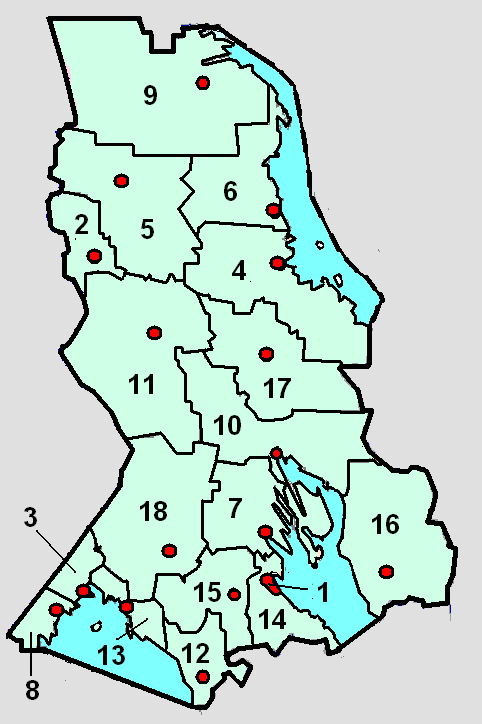
Podział administracyjny Karelii. Rejon pudożski oznaczony numerem 16.
Czerwony punkt na terenie rejonu pokazuje lokalizację ośrodka administracyjnego

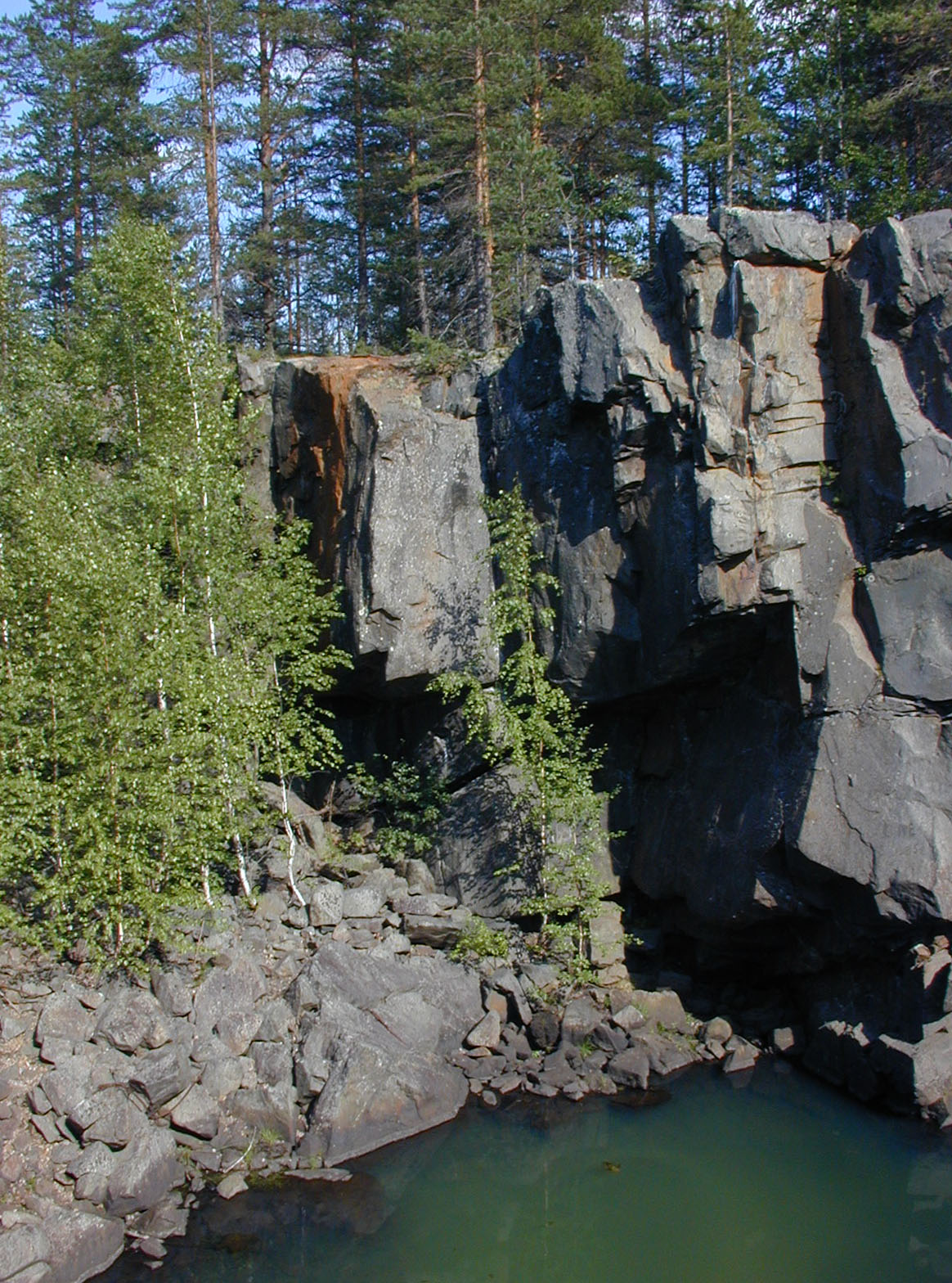
skały w Karelii

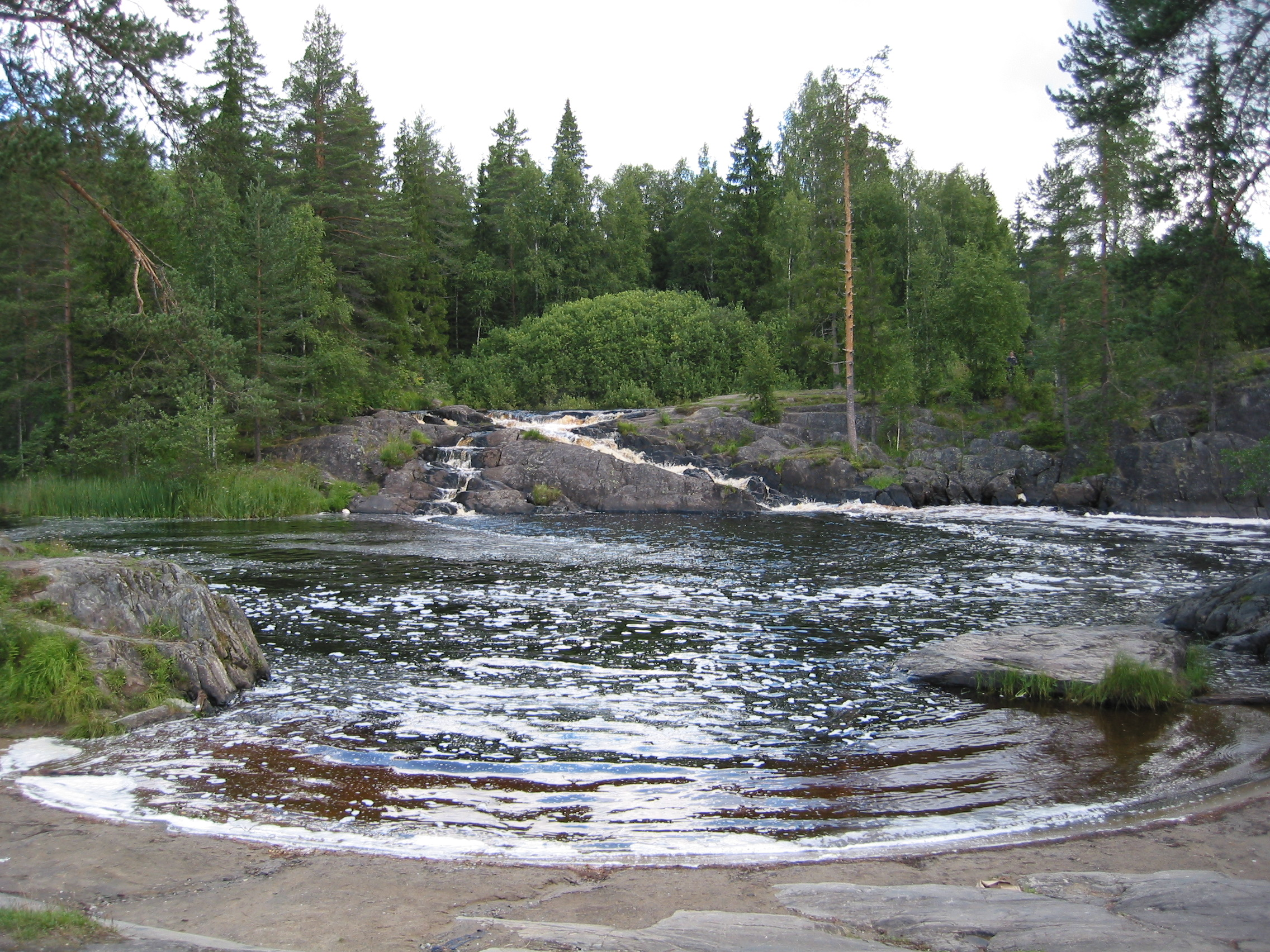
karelski wodospad

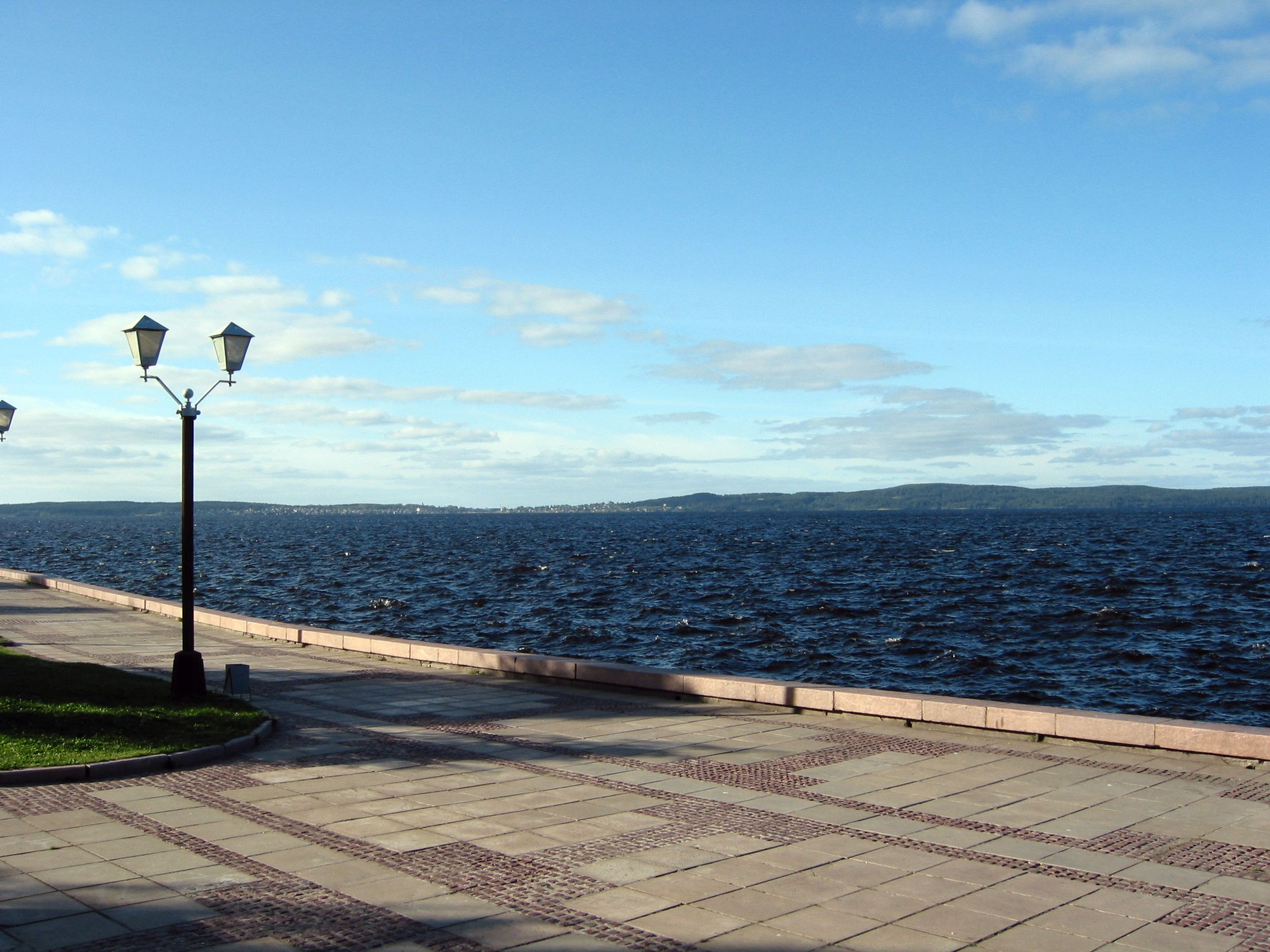
Jezioro Onega

Rejon pudożski (ros.  Пудожский район ) – rejon w północno-zachodniej Rosji, wchodzący w skład rosyjskiej Republiki Karelii.

## Położenie
Rejon pużowski leży na południowym wschodzie Karelii, nad jeziorem Onega.

## Powierzchnia
Terytorium rejonu ma powierzchnię ok. 12,5 tys. km².; większość obszaru stanowi równina, porośnięta tajga, sosnowo-świerkowa, z domieszką drzew liściastych, głównie brzozy i osiki.
Na terenie tym znajdują się liczne jeziora i rzeki, spośród których największą jest Wodła. Sporą część obszaru rejonu stanowią bagna i torfowiska. Na rzece Wodle znajduje się duży wodospad.
Na terenie rejonu znajduje się część Wodłozierskiego Parku Narodowego. Pudożska część Parku zajmuje ok. 1.300 km²., tj. ponad 10% powierzchni rejonu.

## Ludność
Rejon zamieszkany jest przez 26.338 osób (2005 r.), głównie Rosjan, a także przez rdzennych mieszkańców Karelii – Karelów. Kilkuprocentowy udział w populacji mają też dwie inne napływowe nacje: Ukraińcy i Białorusini.
16.101 osób zamieszkuje na wsiach, a ludność miejska stanowi niespełna 39% ogółu ludności.
W ostatnich latach populacja rejonu, tak jak populacja całej Karelii zmniejsza się w wyniku emigracji ludności do większych miast w Rosji w poszukiwaniu pracy oraz niskiego przyrostu naturalnego. Ponieważ wyjeżdżają głównie ludzie młodzi, średnia wieku mieszkańców rejonu jest wysoka, i wynosi ponad 40 lat dla kobiet i ok. 35 dla mężczyzn, przy czym na wsiach jest ona o ok. 5 lat wyższa niż w ośrodkach miejskich.
Średnia gęstość zaludnienia w rejonie wynosi nieco ponad 2 os./km².
Większość ludności wyznaje prawosławie.

## Ośrodek administracyjny
Jedynym miastem na terenie rejonu pudożskiego jest Pudoż, liczący 10.237 mieszkańców (2005 r.), t.j 39% populacji rejonu. Stanowi on ośrodek administracyjny tej jednostki podziału terytorialnego

## Gospodarka
Gospodarka rejonu, podobnie jak gospodarka całej Karelii po rozpadzie ZSRR pogrążona jest w kryzysie.
Podstawowymi źródłami utrzymania dla mieszkańców rejonu jest pozyskiwanie drewna dla potrzeb przemysłu, uprawa ziemi i chów zwierząt, a także myślistwo i rybołówstwo. W Pudożu znajduje się przemysł drzewny i celulozowo-papierniczy, a także zakłady mleczarskie i mięsne, bazujące na produkcji zwierzęcej rejonu. Także i w innych większych ośrodkach osadniczych znajduje się niewielki przemysł drzewny oraz małe zakłady przemysłu spożywczego (jak piekarnie czy masarnie), zatrudniające kilka-kilkanaście osób, produkujące na rynek lokalny.
Uprawa roli, mimo nie najgorszych, jak na Karelię warunków klimatycznych nie odgrywa większego znaczenia. Uprawiane są w niewielkich ilościach, dla zaspokojenia lokalnych potrzeb jedynie ziemniaki i rośliny pastewne, a także odporne, szybko rosnące gatunki warzyw oraz zboża: głównie jęczmień, rzadziej żyto i owies.
Obok uprawy roli w rejonie istnieje też chów zwierząt. Ma on duże znaczenie i obejmuje zarówno chów bydła i świń, jak i zwierząt futerkowych.
W ostatnich latach władze lokalne starają się poprawić sytuację gospodarczą dzięki rozwojowi turystyki. Atrakcjami turystycznymi mają być przede wszystkim walory przyrody rejonu, zwłaszcza położony na jego terytorium Wodłozierski Park Narodowy, którego rangę miałoby podnieść wpisanie go na listę światowego dziedzictwa UNESCO, o co czyni starania administracja rejonu.

## Surowce mineralne
W rejonie pudożskim znajdują się złoża rud tytanu, a także złoża cennego szarego i szaro-różowego granitu, wykorzystywanego w celach dekoracyjnych w budownictwie.

## Klimat
Na terenie Rejonu panuje klimat umiarkowany chłodny, przejściowy pomiędzy morskim a kontynentalnym.
Średnia roczna temperatura powietrza wynosi ok. 3°.
Średnia temperatura najchłodniejszego miesiąca – lutego wynosi -11 °C ÷ -12 °C, zaś najcieplejszego – czerwca – ok. +16 °C. Okres bez przymrozków wynosi ok. 100 – 120 dni.
W rejonie notuje się wysoki poziom opadów, głównie w postaci deszczu, których największe nasilenie ma miejsce w sierpniu.